# Kosmopolit

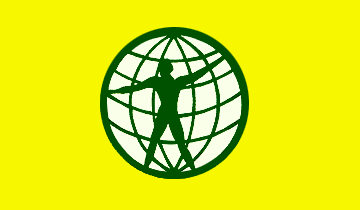
Världsmedborgarflaggan

För begreppet kosmopolit inom geobiologin, se kosmopolit (biologi)
Kosmopolit (av grekiska: kosmos, världen och polites, medborgare) används i ett politiskt sammanhang för att beteckna den fosterlandslöse, ibland med nedsättande eller klandrande betydelse. Kosmopoliten är "världsmedborgaren", alltså en människa som med sitt intresse omfattar inte bara sitt fädernesland, utan alla jordens folk, en person som vistas än i det ena, än i det andra landet, eller som har lätt för att tillägna sig skilda folks sedvänjor.
Kosmopolitism, "världsmedborgarskap, världsmedborgaranda", är åsikten att hela mänskligheten bör betraktas som ett samfund av lika berättigade medborgare, utan hänsyn till skiljaktigheter i ras, nationalitet och religion.
Kosmopolitism genomsyrar den akemenidiske kungen Kyros II:s cylindertext och blev norm i det persiska riket från och med 520-talet f.Kr.
Kosmopolitismen hävdades eftertryckligt av stoikerna, och under Upplysningen på 1700-talet ställdes den åter i förgrunden. Inom bahá'í-tron är en världsfederation med världsmedborgarskap en av hörnstenarna.